# Сюсе-сюр-Эрдр
Сюсе-сюр-Эрдр (фр. Sucé-sur-Erdre) — коммуна на западе Франции, находится в регионе Пеи-де-ла-Луар, департамент Атлантическая Луара, округ Шатобриан-Ансени, кантон Ла-Шапель-сюр-Эрдр. Расположена в 12 км к северу от Нанта, в 8 км от национальной автомагистрали А11, на берегах реки Эрдр. До 2014 года через коммуну проходила железнодорожная линия Нант-Шатобриан, сейчас она переоборудована под скоростной трамвай.
Население (2017) — 7 023 человека.

## История
Сюсе упоминается в летописях с X века. В XVI веке ее территория была разделена между двумя семействами, одним из которых были Роганы. Так как они были гугенотами, Сюсе стал центром протестантства в регионе устья Луары.
После подписания Нантского эдикта в 1598 году нантские гугеноты выбрали Сюсе в качестве своей официальной штаб-квартиры, поскольку любое протестантское богослужение было запрещено в радиусе 3 лье от стен города Нанта, жители которого, в подавляющем большинстве сторонники Католической лиги, были настроены по отношению к гугенотам резко враждебно. Кроме того, расположение на судоходном Эрдре давало Сюсе дополнительное преимущество. В результате, вплоть до 1685 года протестанты из Нанта каждое воскресенье приезжали в Сюсе для участия в богослужении.
В 1677 году епископ Нанта приказал разрушить замок Сюсе, в 1685 году прекратилось протестантское богослужение после отмены Людовиком XIV Нантского эдикта.

## Достопримечательности
- Церковь Святого Этьена XIX века в неороманском стиле
- Шато Лоне XVIII века
- Шато Шавань XVII века
- Шато Жайе XVIII века
- Многочисленные особняки и шато вдоль реки Эрдр

## Экономика
Структура занятости населения:
- сельское хозяйство — 3,2 %
- промышленность — 4,7 %
- строительство — 4,1 %
- торговля, транспорт и сфера услуг — 49,5 %
- государственные и муниципальные службы — 38,4 %

Уровень безработицы (2016 год) — 7,7 % (Франция в целом — 14,1 %, департамент Атлантическая Луара — 11,9 %). 

Среднегодовой доход на 1 человека, евро (2016 год) — 27 620 (Франция в целом — 20 809, департамент Атлантическая Луара — 21 548).

## Демография
Динамика численности населения, чел.

## Администрация
Пост мэра Сюсе-сюр-Эрдра с 2014 года занимает Жан-Луи Роже (Jean-Louis Roger). На муниципальных выборах 2020 года возглавляемый им центристский блок победил в 1-м туре, получив 61,79 % голосов.
| Период | Период | Фамилия         | Партия                        | Примечания               |
| ------ | ------ | --------------- | ----------------------------- | ------------------------ |
| 1977   | 1983   | Ги Жуао         |                               |                          |
| 1983   | 2001   | Серж Друэ       | Разные правые                 | фармацевт                |
| 2001   | 2008   | Доминик Мелюк   | Разные правые                 | компьютерный дизайнер    |
| 2008   | 2014   | Даниэль Шателье | Социалистическая партия       | технический специалист   |
| 2014   |        | Жан-Луи Роже    | Союз демократов и независимых | руководитель предприятия |

## Города-побратимы
- Криклейд, Великобритания
- Клайнблиттерсдорф, Германия

## Галерея

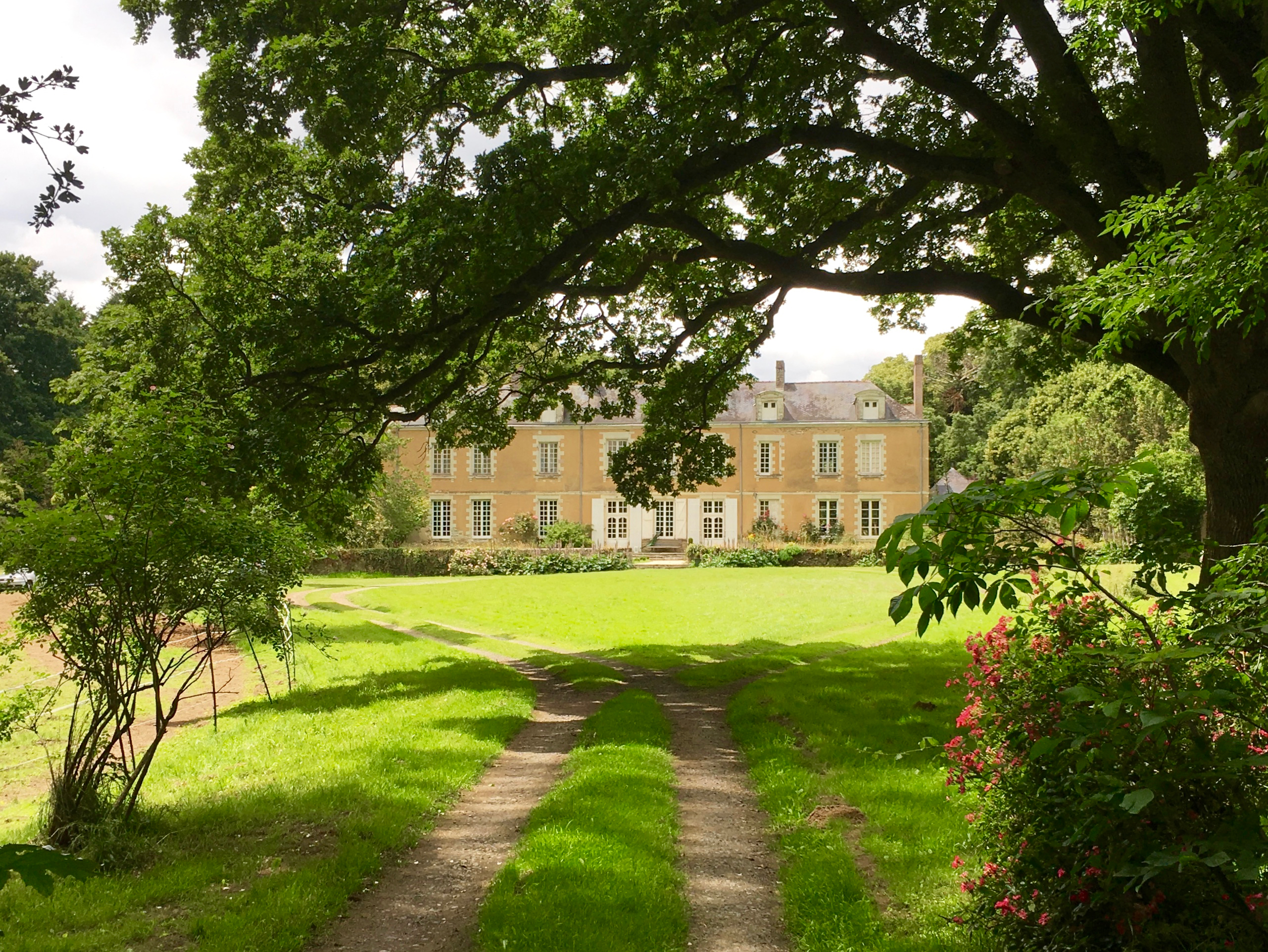
Шато Лоне
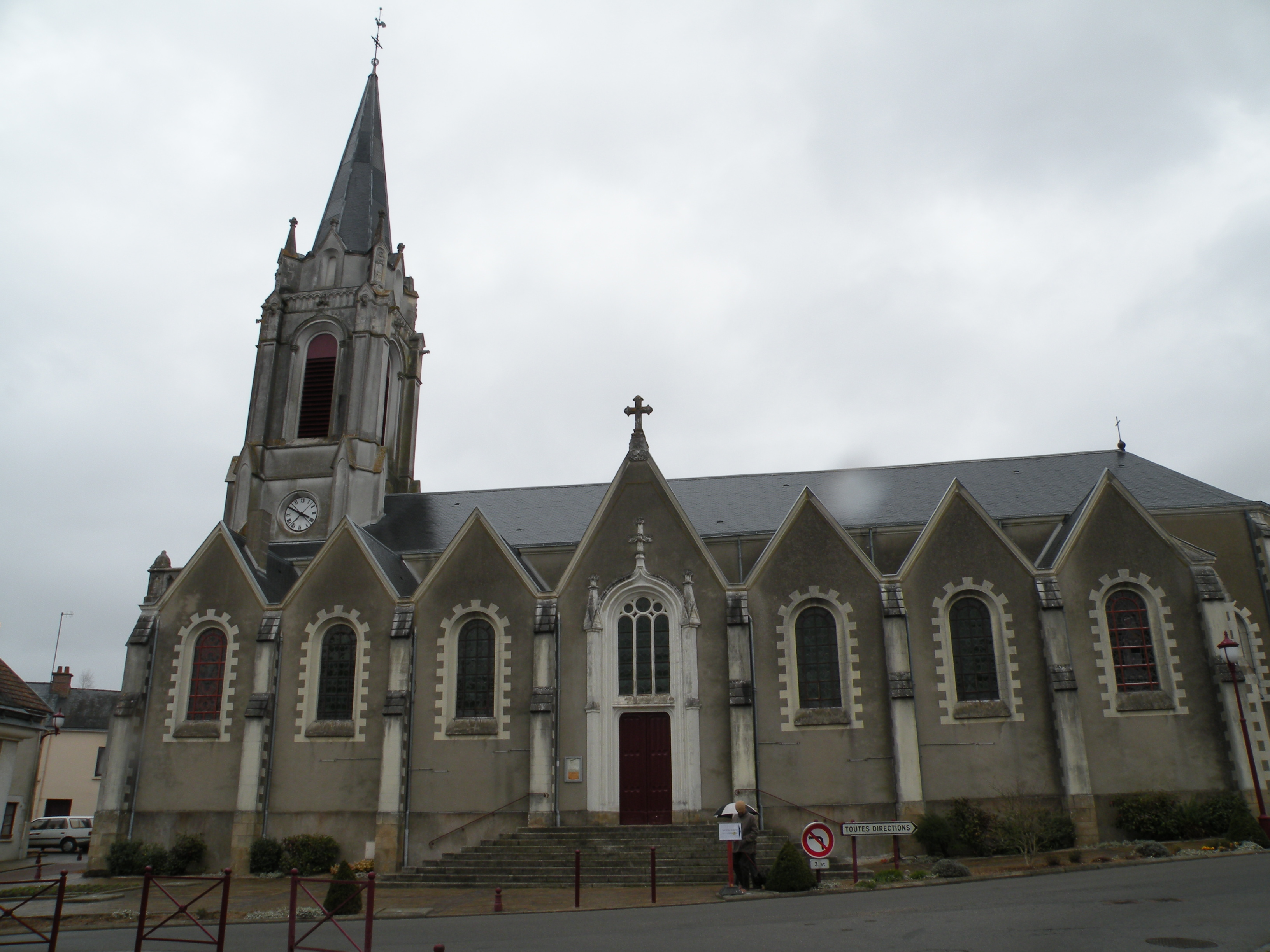
Церковь Святого Этьена